# جيم كاسيدي
جيم كاسيدي (بالإنجليزية: Jim Cassidy)‏ (2 ديسمبر 1869 في المملكة المتحدة - ) هو لاعب كرة قدم بريطاني (وحمل سابقاً جنسية المملكة المتحدة لبريطانيا العظمى وأيرلندا) في مركز الهجوم. لعب مع بولتون واندررز ونادي سلتيك ونادي كيلمارنوك.